# Lady Mina
Lady Fernanda Mina Lastra (Guayaquil, 1987) è una modella ecuadoriana, incoronata Miss Ecuador 2010 a Quito.

## Biografia
Terza donna afro-ecuadoriana ad essere incoronata Miss Ecuador: lo fu nel 2010 a Quito , dove ha battuto le altre diciotto rappresentanti provinciali in rappresentanza della Provincia del Guayas. Al momento dell'elezione, Lady Mina era una studentessa di giornalismo presso l'università di Guayaquil.
Come vincitrice del titolo di Miss Ecuador 2010, Lady Mina ha rappresentato l'Ecuador a Miss Universo 2010 il 23 agosto 2010, piazzandosi in top 15. In seguito, Lady Mina ha inoltre rappresentato l'Ecuador a Miss Continente Americano il 18 settembre 2010, ed a Reina Hispanoamericana il 24 novembre 2010, dove ha vinto il titolo di Best National Costume.